# Ruby Moscoso
Libia Ruby Moscoso Rodríguez de Young (Pedasí, Los Santos; 22 de septiembre de 1941-Ciudad de Panamá, 7 de enero de 2022), conocida como Ruby Moscoso, fue una política panameña que se desempeñó como Primera dama de Panamá desde el 1 de septiembre de 1999 al 1 de septiembre de 2004, durante la administración presidencial de su hermana menor Mireya Moscoso.

## Biografía
Nació en una familia humilde de seis hijos, cuyos padres eran Plinio Moscoso y Elisa Rodríguez, en la localidad de Pedasí. Realizó sus estudios en el Instituto Justo Arosemena en la Ciudad de Panamá. Posteriormente, gestionó el negocio familiar de joyería artesanal, que se estableció en 1980.

## Vida política
Moscoso ejerció algunos cargos para el Partido Arnulfista (actual Partido Panameñista). A partir del 12 de noviembre de 1990 fue designada Cónsul de Panamá en Miami, Estados Unidos en el gobierno de Guillermo Endara, cargo que ocupó hasta 1994.

### Primera dama de Panamá (1999-2004)
El 1 de septiembre de 1999, Mireya Moscoso asumió la presidencia por lo que Moscoso se convirtió en Primera dama de Panamá, debido a que su hermana es divorciada. En marzo de 2002 creó una fundación privada conocida como Fundación Pro Educación Integral de la Niñez y la Juventud, de la que fue presidenta.

#### Escándalos

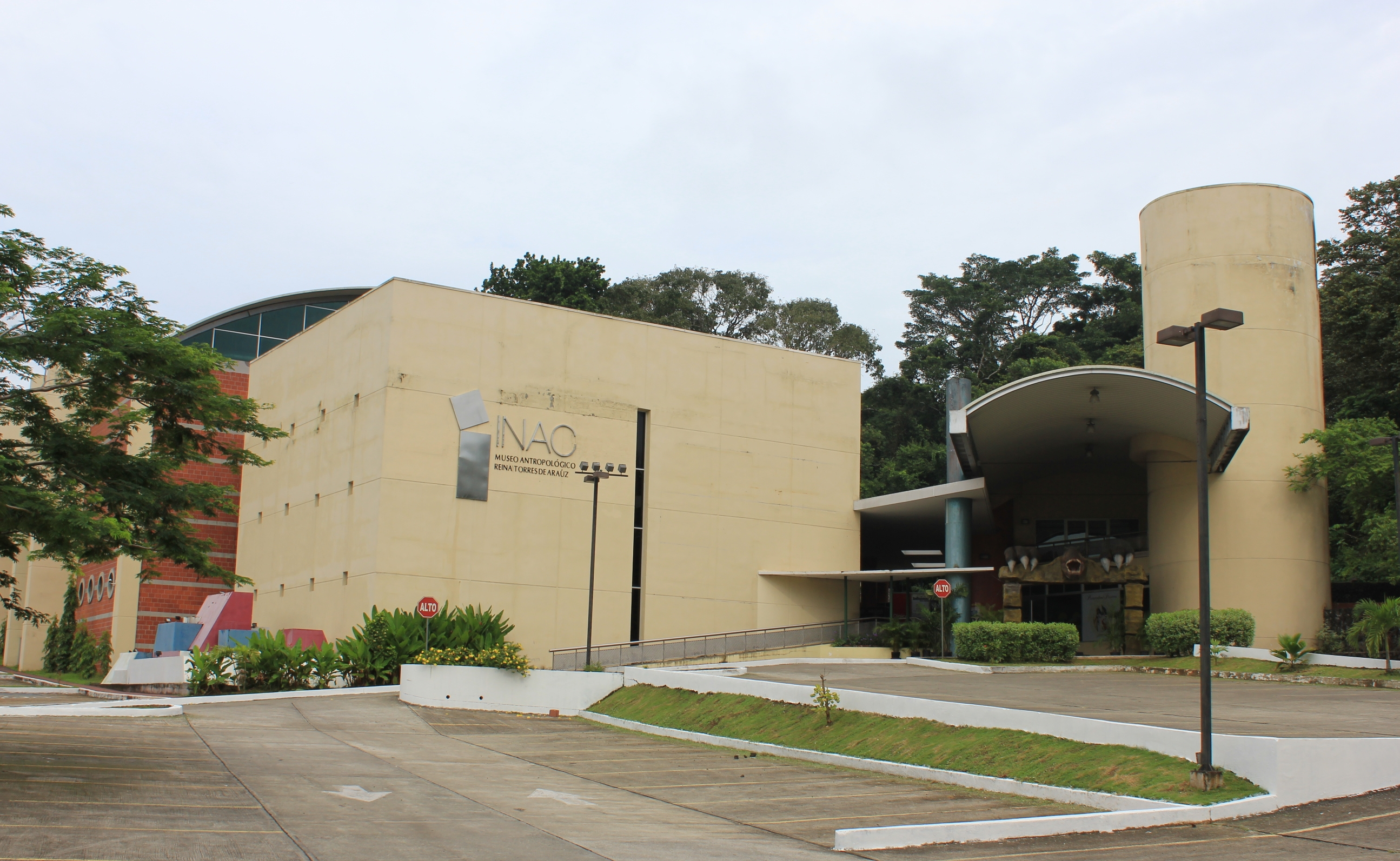
Instalaciones del Museo del Tucán cuando albergaron al Museo Antropológico Reina Torres de Araúz.

Durante la administración de Moscoso, ella decidió la construcción de un Museo del Niño y la Niña (conocido posteriormente como Museo del Tucán). Se consiguió un terreno de 13 ha en Llanos de Curundú, que fue cedido por la Autoridad de la Región Interoceánica. Después se le solicitó financiamiento a la República de China, del que recibieron una donación de 6 millones de balboas. El proyecto fue cuestionado por ya tener un museo para la niñez conocido como Museo Explora, construido por la primera dama anterior Dora Boyd de Pérez Balladares que también fue realizado con donaciones de Taiwán a través de una fundación privada administrada por ella.
En lugar de enviar el dinero al Estado, fue destinado a la cuenta de la fundación privada que dirigía Moscoso. Sin embargo, solo fue concluida la estructura de la obra y la fundación sostuvo que solo se utilizaron solo 4,6 millones de balboas, de los que 500 mil fueron devueltos a Taiwán y las instalaciones del museo fueron regresadas al Estado.
La Contraloría General de la República emitió un informe en el determinaba que Moscoso cometió irregularidades en el manejo de 13,7 millones de balboas para la construcción del edificio. Un informe de la Dirección de Responsabilidad Patrimonial ha deducido que fueron el dinero fue desviado a bancos estatales y privados para abonar saldos de tarjetas de créditos a nombre de miembros de la fundación, por lo que se ordenó el embargo de bienes por 8,5 millones balboas contra Moscoso y contra otros directivos de la fundación.
La Contraloría de Panamá ordenó el embargo de bienes y cuentas bancarias de la ex primera dama por 8,5 millones de dólares, tras detectarse un sobreprecio de 548.000 dólares en la construcción del Museo
Posteriormente, las instalaciones del Museo del Tucán fueron sede del Museo Antropológico Reina Torres de Araúz y de la Ciudad de las Artes.

## Vida personal
Moscoso estuvo casada con Carlos Young Adames, quien también fue miembro del Partido Panameñista. Falleció el 7 de enero de 2022 a los 80 años.